# Hermanville-sur-Mer
Hermanville-sur-Mer is een gemeente in het Franse departement Calvados (regio Normandië). De plaats maakt deel uit van het arrondissement Caen. Hermanville-sur-Mer telde op 1 januari 2022 3.263 inwoners.

## Geografie
De oppervlakte van Hermanville-sur-Mer bedroeg op 1 januari 2022 8,05 vierkante kilometer; de bevolkingsdichtheid was toen 405,3 inwoners per km².
De onderstaande kaart toont de ligging van Hermanville-sur-Mer met de belangrijkste infrastructuur en aangrenzende gemeenten.

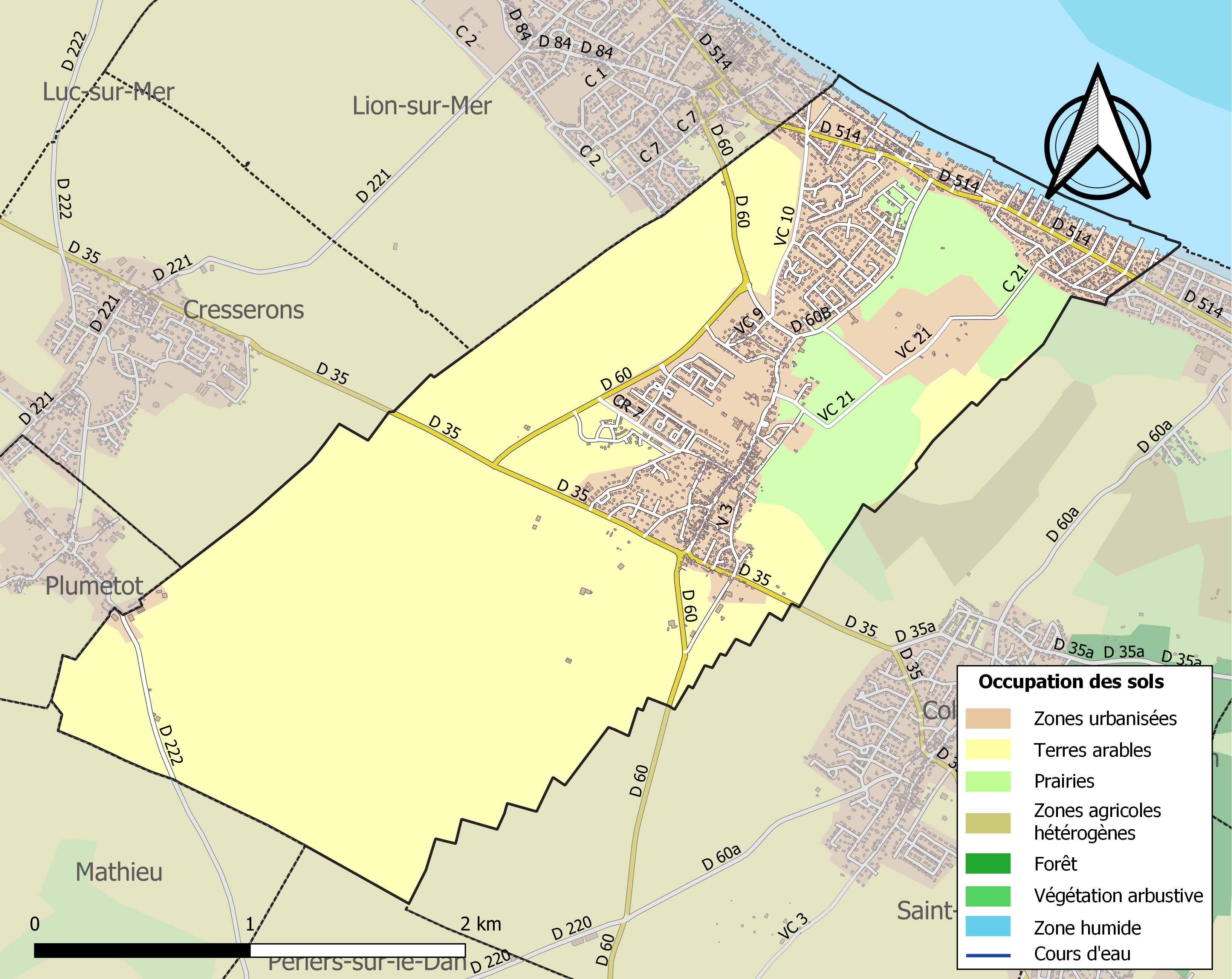

## Geboren
- Alain Touraine (1925-2023), socioloog

## Demografie
Onderstaande figuur toont het verloop van het inwonertal (bron: INSEE-tellingen).
Vanwege een beveiligingsprobleem met de MediaWiki Graph-software is het momenteel niet mogelijk deze grafiek weer te geven. Zodra de software is bijgewerkt zal de grafiek vanzelf weer zichtbaar worden.